# Molophilus (Molophilus) fusiformis
Molophilus (Molophilus) fusiformis is een tweevleugelige uit de familie steltmuggen (Limoniidae). De soort komt voor in het Australaziatisch gebied.